# Coppa delle nazioni UNCAF 1999
La Coppa delle nazioni UNCAF 1999 (UNCAF Nations Cup 1999) fu la quinta edizione della Coppa delle nazioni UNCAF, la competizione calcistica per nazione organizzata dall'UNCAF. La competizione si svolse in Costa Rica dal 17 marzo al 28 marzo 1999 e vide la partecipazione di sei squadre: Belize, Costa Rica, El Salvador, Guatemala, Honduras e Nicaragua. Il torneo, che si tiene ogni due anni a partire dal 1991, vale anche come qualificazione per la CONCACAF Gold Cup.
L'UNCAF organizzò questa competizione dal 1991 al 2009 sotto il nome di Coppa delle nazioni UNCAF; dall'edizione del 2011 cambiò nome e divenne Coppa centroamericana.

## Formula
- Qualificazioni

Nessuna fase di qualificazione. Le squadre sono qualificate direttamente alla fase finale.
- Fase Finale

Fase a gruppi - 6 squadre, divisi in due gruppi da tre squadre. Giocano partite di sola andata, la prima e la seconda classificata si qualificano al girone finale.
Girone finale - 4 squadre, giocano partite di sola andata. La vincente si laurea campione UNCAF. Le prime tre classificate si qualificano alla fase finale della CONCACAF Gold Cup 2000. La quarta classificata accede agli spareggi per la CONCACAF Gold Cup 2000.

## Stadi
| San José                       | San José |
| Estadio Nacional de Costa Rica | San José |
| Capienza: 25.000               | San José |
|                                | San José |

## Squadre partecipanti
| Pr. | Squadra     | Data di qualificazione certa | Partecipante in quanto                                         | Partecipazioni precedenti al torneo | Ultima presenza  |
| --- | ----------- | ---------------------------- | -------------------------------------------------------------- | ----------------------------------- | ---------------- |
| 1   | Costa Rica  | -                            | Rappresentativa della nazione organizzatrice della fase finale | 4 (1991, 1993, 1995, 1997)          | Guatemala 1997   |
| 2   | Belize      | -                            | Qualificata di diritto                                         | 1 (1995)                            | El Salvador 1995 |
| 3   | El Salvador | -                            | Qualificata di diritto                                         | 4 (1991, 1993, 1995, 1997)          | Guatemala 1997   |
| 4   | Guatemala   | -                            | Qualificata di diritto                                         | 3 (1991, 1995, 1997)                | Guatemala 1997   |
| 5   | Honduras    | -                            | Qualificata di diritto                                         | 4 (1991, 1993, 1995, 1997)          | Guatemala 1997   |
| 6   | Nicaragua   | -                            | Qualificata di diritto                                         | 1 (1997)                            | Guatemala 1997   |

Nella sezione "partecipazioni precedenti al torneo", le date in grassetto indicano che la nazione ha vinto quella edizione del torneo, mentre le date in corsivo indicano la nazione ospitante.

## Fase a gruppi

### Gruppo A

#### Classifica
| Pos | Squadra    | P.ti | G | V | N | P | GF | GS | DR  |
| --- | ---------- | ---- | - | - | - | - | -- | -- | --- |
| 1   | Honduras   | 6    | 2 | 2 | 0 | 0 | 6  | 1  | +5  |
| 2   | Costa Rica | 3    | 2 | 1 | 0 | 1 | 7  | 1  | +6  |
| 3   | Belize     | 0    | 2 | 0 | 0 | 2 | 1  | 12 | -11 |

Honduras e Costa Rica qualificate al girone finale.

#### Risultati
| Arbitro: | Bynoe |

|                                                                   |           |  |
| Wanchope 2’ Fonseca 17’ 72’ Ledezma 27’ 32’ Soto 54’ Drummond 79’ | Marcatori |  |

| Arbitro: | Burgos |

|                                                              |           |            |
| Caballero 13’ Núñez 34’ Guevara 65’ Ramírez 77’ Benguché 85’ | Marcatori | 57’ García |

| Arbitro: | Rodríguez |

|  |           |           |
|  | Marcatori | 14’ Pavón |

### Gruppo B

#### Classifica
| Pos | Squadra     | P.ti | G | V | N | P | GF | GS | DR |
| --- | ----------- | ---- | - | - | - | - | -- | -- | -- |
| 1   | Guatemala   | 4    | 2 | 1 | 1 | 0 | 2  | 1  | +1 |
| 2   | El Salvador | 4    | 2 | 1 | 1 | 0 | 2  | 1  | +1 |
| 3   | Nicaragua   | 0    | 2 | 0 | 0 | 2 | 0  | 2  | -2 |

Guatemala e El Salvador qualificate al girone finale.

#### Risultati
| Arbitro: | Bardales |

|           |           |  |
| Rodas 51’ | Marcatori |  |

| Arbitro: | Porras |

|          |           |              |
| Ruiz 27’ | Marcatori | 21’ Corrales |

| Arbitro: | Borja |

|              |           |  |
| Corrales 24’ | Marcatori |  |

## Girone finale

### Classifica
| Pos | Squadra     | P.ti | G | V | N | P | GF | GS | DR |
| --- | ----------- | ---- | - | - | - | - | -- | -- | -- |
| 1   | Costa Rica  | 6    | 3 | 2 | 0 | 1 | 6  | 2  | +4 |
| 2   | Guatemala   | 6    | 3 | 2 | 0 | 1 | 3  | 1  | +2 |
| 3   | Honduras    | 6    | 3 | 2 | 0 | 1 | 5  | 4  | +1 |
| 4   | El Salvador | 0    | 3 | 0 | 0 | 3 | 1  | 8  | -7 |

Costa Rica, Guatemala e Honduras qualificate alla CONCACAF Gold Cup 2000.
El Salvador accede agli spareggi per la CONCACAF Gold Cup 2000.

### Risultati
| Arbitro: | Borja |

|             |           |  |
| Fonseca 34’ | Marcatori |  |

| Arbitro: | Bynoe |

|                           |           |                 |
| Núñez 44’ 77’ Ramírez 90’ | Marcatori | 62’ Quintanilla |

| Arbitro: | Bynoe |

|            |           |  |
| García 55’ | Marcatori |  |

| Arbitro: | Borja |

|             |           |                                 |
| Fonseca 36’ | Marcatori | 10’ (rig.) Clavasquín 75’ Pavón |

| Arbitro: | Bardales |

|                                                   |           |  |
| Bryce 13’ Row 42’ Fonseca 46’ Wanchope 53’ (rig.) | Marcatori |  |

| Arbitro: | Rodríguez |

|  |           |                     |
|  | Marcatori | 8’ Rodas 89’ Machón |

## Statistiche

### Classifica marcatori
5 reti
- Rolando Fonseca

3 reti
- Milton Núñez

2 reti
- Froylán Ledezma
- Paulo Wanchope
- Magdonio Corrales
- Julio Rodas
- Carlos Pavón
- Francisco Ramírez

1 rete
- Wilmer García
- Steven Bryce
- Gerald Drummond
- Rándall Row
- Jafet Soto
- Nelson Quintanilla
- Freddy García
- Martín Machón
- Carlos Ruiz
- Renán Benguché
- Samuel Caballero
- Reynaldo Clavasquín
- Amado Guevara

### Migliore formazione
Portieri
- Wilmer Cruz
- Erick Lonnis

Difensori
- Jervis Drummond
- Julio Girón
- José Hernández
- Ninrod Medina
- Erick Miranda
- Milton Reyes

Centrocampisti
- Jorge Caballero
- Jeaustin Campos
- Robel Benárdez
- Rolando Fonseca
- Guillermo García
- Christian Santamaría

Attaccanti
- Milton Núñez
- Carlos Pavón
- José Ramírez
- Jorge Rodas